# Abbas Ahmed Khamis
Abbas Ahmed Khamis (en árabe: عباس أحمد خميس‎; Baréin; 13 de junio de 1983) es un futbolista de Baréin que juega en la posición de guardameta y que actualmente milita en el Sitra Club de la Liga Premier de Baréin.

## Carrera

### Club
| Periodo   | Club           |
| --------- | -------------- |
| 2004-2007 | Sitra Club     |
| 2007–2012 | Al-Ahli Manama |
| 2012–2022 | Hidd SCC       |
| 2022–     | Sitra Club     |

### Selección nacional
Jugó para Baréin en 30 ocasiones de 2007 a 2012, participó en dos ediciones de la Copa Asiática y en los Juegos Asiáticos de 2006.

## Logros
- Liga Premier de Baréin (3): 2009-10, 2015-16, 2019-20
- Copa del Rey de Baréin (1): 2015
- Copa FA de Baréin (2): 2015, 2017
- Supercopa de Baréin (2): 2015, 2016
- Copa Elite de Baréin (1): 2018